# Венера Победительница (Канова)
Венера Победительница (также Венера Победоносная или Venus Victrix) — мраморная полуобнаженная скульптура Венеры (Афродиты) в натуральную величину, выполненная итальянским скульптором Антонио Кановой в период с 1805 по 1808 год. Моделью скульптуры была Полина Бонапарт.

## История
Полина Бонапарт, сестра Наполеона I, вышла замуж во втором браке за римского принца Камилло Боргезе в 1803 году. Именно для того, чтобы отпраздновать этот брак, Боргезе поручил в 1804 году Антонио Канове выполнить скульптуру молодой супруги. Когда Полина начала позировать скульптору, ей было двадцать пять лет. Тема скульптуры, возможно, была навеяна мифическим предком семьи Боргезе, которая возводила своё происхождение к самой богине Венере через её сына Энея, основателя Рима

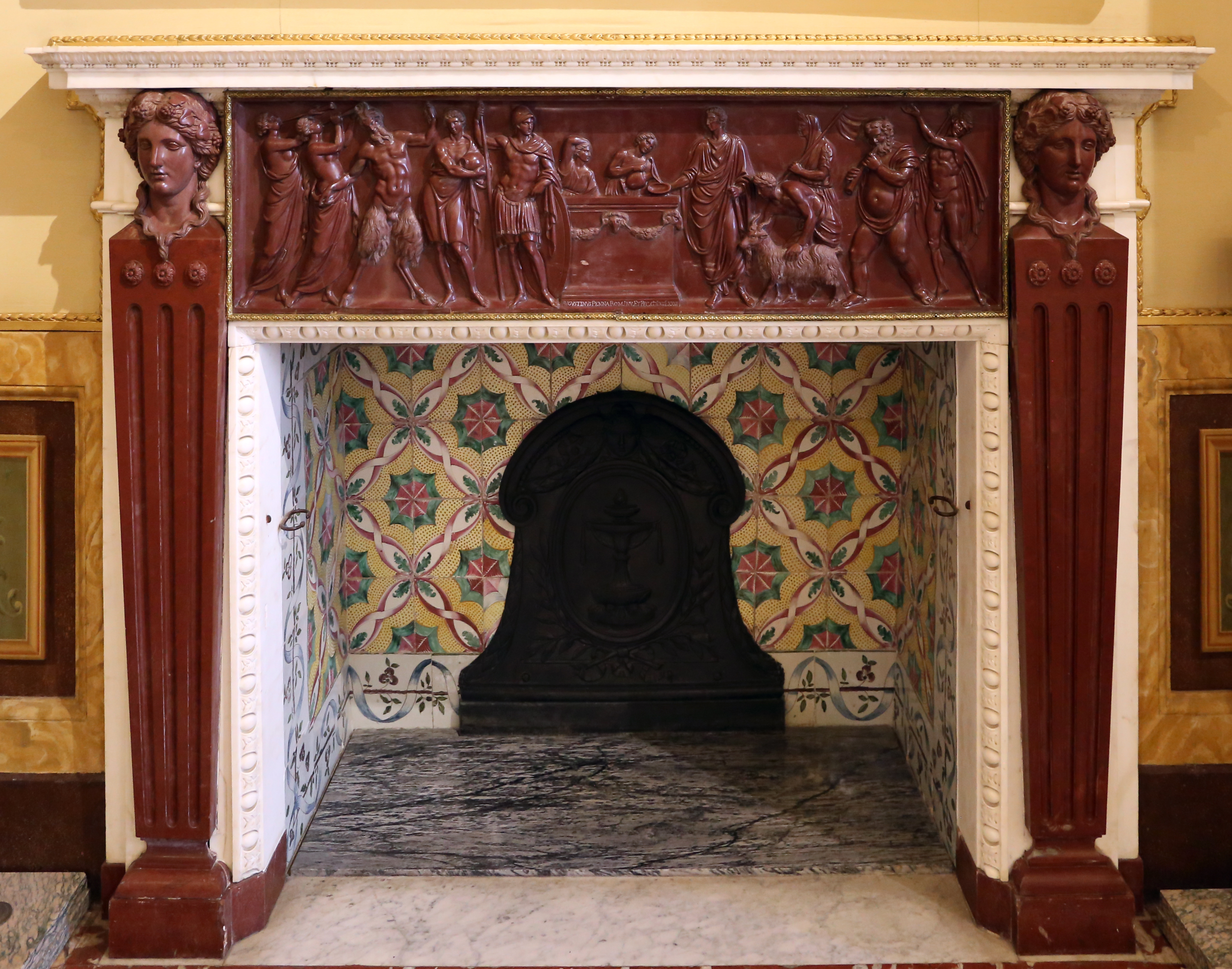
Камин для обогрева помещения

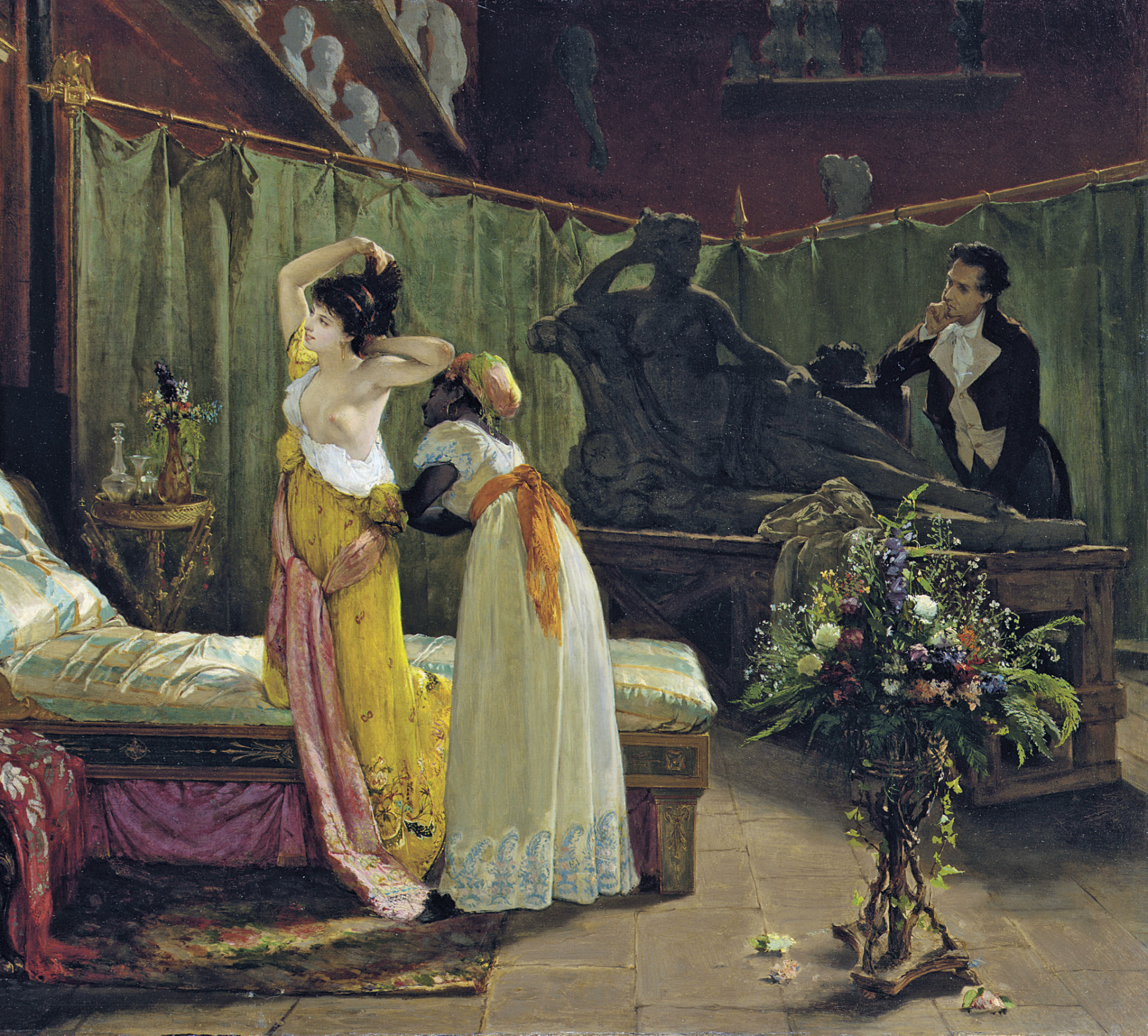
Антонио Канова за работой

Сначала Канове было указано изобразить Полину Бонапарт полностью одетой, как целомудренную богиню Диану, но сама Полина настояла на Венере. У неё была репутация слегка распущенной женщины, и, возможно, она наслаждалась разговорами об обнаженной позе. Когда её спросили, как она могла позировать для скульптора в таком виде, Полина ответила, что в студии был камин, который согревал её, хотя этот ответ мог быть преднамеренным для создания шумихи вокруг работы.
Деревянное основание, задрапированное как катафалк, на котором располагалась возлежащая Венера, когда-то имело механизм поворота скульптуры, как и в других работах Кановы, чтобы зритель мог наблюдать её со всех сторон, не сходя с места. Он также использовал свечи освещения своей работы, что приводило зрителей в восторг от не только прекрасного качества мрамора, но и восковой поверхностью, которой он добивался известными ему способами.
Статуя, доставленная в Палаццо Боргезе в Риме после падения Наполеона, оставалась там, пока в 1820 году Камилло Боргезе не решил убрать её, закрыв на хранение. Не была против этого и Полина, страдавшая от болезней и умершая в 1825 году. В 1838 году скульптуру доставили на виллу Боргезе. Первоначально помещенная в комнату Elena e Paride, в 1889 году она нашла свое окончательное местоположение в зале на первом этаже, своды которого были расписаны историями Венеры и Энея.

## Интересные факты

Фанни Лир в виде Венеры с яблоком. Скульптура «Венера с яблоком» из коллекции Ташкентского музея искусств

Точную копию скульптуры изготовил Томмазо Солари по заказу Николая Константиновича Романова, с лицом его возлюбленной Фанни Лир.
Данная скульптура хранится в Государственном музее искусств Узбекистана.